# Шейкс, Рики
Рики Ульрик Баскомб Шейкс (англ. Ricky Ulric Bascombe Shakes; родился 25 января 1985 года, Брикстон, Англия) — английский, тринидадский и гайанский футболист, полузащитник.

## Карьера
Начинал свою карьеру в составе «Болтона», за который Шейкс провел всего один матч, выйдя на замену в концовке поединка третьего раунда Кубка Англии против «Транмир Роверс». Не получив возможности сыграть за команду в Премьер-Лиге, полузащитник отдавался в аренду в «Бристоль Роверс» и «Бери». По окончании контракта с «Болтоном» Шейкес выступал за английские клубы из низших лиг. С июля 2013 года он играет в составе «Борэм Вуда».

## Сборная
Несмотря на то, что полузащитник родился в Англии, он имел право выступать и за другие сборные: его мать имела тринидадские корни, а отец был родом из Гайаны. В 2006 году Шейкс дал согласие выступать за национальную команду Тринидада и Тобаго, которая готовилась к Чемпионату мира. Главный тренер "воинов сока" Лео Беенхаккер вызвал футболиста в расположение сборной на товарищеский матч с Исландией (2:0), в котором Шейкс отыграл второй тайм. Хавбек находился в числе кандидатов на поездку на немецкий мундиаль, но в итоге он остался в резервном списке. В дальнейшем игрок не вызывался в расположении тринидадцев.
В 2011 году он получил предложения выступать за цвета Гайаны. Так как он не был заигран за предыдущую сборную в официальных поединках, ФИФА пошло на встречу полузащитнику и федерации и разрешила международный переход. Всего он провел за гайанцев 14 матчей, в которых забил пять голов, один из которых пришелся в ворота сборной Тринидада и Тобаго. Он состоялся в рамках отборочного турнира к Чемпионату мира 2014 года в Бразилии.